# Chiesa di San Pietro (Atessa)
La chiesa di San Pietro è una chiesa sconsacrata situata ad Atessa in Largo Castello, nel quartiere Santa Croce.

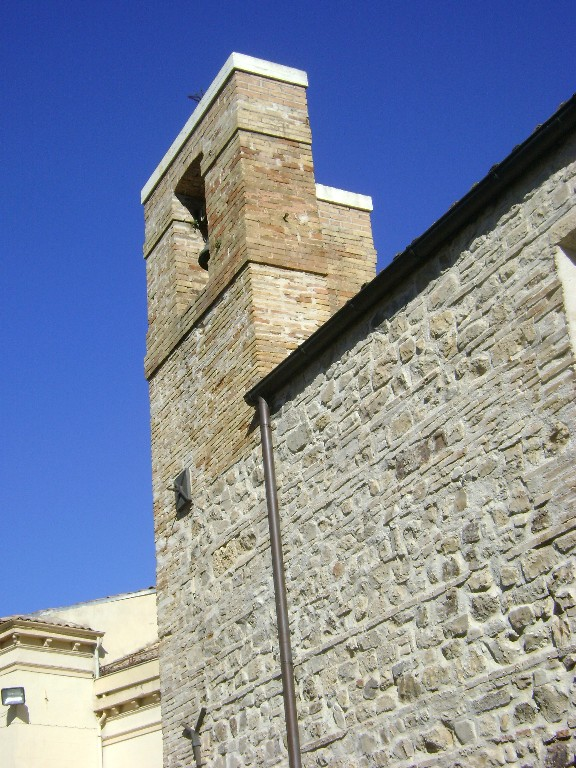
Il campanile

## Storia
La chiesa rappresenta l'insediamento più antico della zona infatti se ne avevano notizie già nel 1348. Nel 1467 fu ricostruita con lineamenti tardo medievali, come i piedritti del portale trilitico. Nel XVIII secolo, durante la riparazione delle mura della città fu realizzata la sacrestia con i materiali provenienti dalla riparazione della chiesa della Madonna Immacolata della Cintura.
Restò aperta al culto fino al 1950, quando fu abbandonata e infine restaurata nel 1999.
La chiesa ospita una mostra permanente d'arte all'interno. Le statue dei Santi Pietro e Paolo, e della Madonna Addolorata opera di Michele Falcucci di Atessa, sono conservate nel convento di San Pasquale in Vallaspra. 
La facciata ha una caratteristica terminazione piana, come anche il campanile, probabilmente non coevo alla chiesa. La cortina muraria è realizzata in pietra irregolare, con vari tipi di ciottoli e pietre, con alcuni ripianamenti in laterizio. L'interno, a navata unica, possiede un soffitto a capriate.

## Fonti
- Sangroaventino: Chiesa di San Pietro, su sangroaventino.it. URL consultato il 5 ottobre 2008 (archiviato dall'url originale il 7 marzo 2016).